# Восстание в волости Дацзу
Восстание в волости Дацзу (кит. 大澤鄉起義, пиньинь Dàzéxiāng qǐyì) или восстание Чэнь Шэна и У Гуана (кит. трад. 陳勝吳廣起義, упр. 陈胜吴广起义, пиньинь Chén Shèng Wú Guǎng qǐyì) и (кит. трад. 陳勝吳廣之亂, упр. 陈胜吴广之乱, пиньинь Chén Shèng Wú Guǎng zhī luàn) — восстание в Китае во время правления династии Цинь. Продолжалось в течение лета — зимы 209 года до н. э. возглавлявшееся Чэнь Шэном и его помощником У Гуаном. Первая в истории Китая крестьянская война. Привело к падению династии Цинь. Восстание началось с бунта 900 солдат, набранных из крестьян из волости Дацзу, которых делегировали защищать северные границы государства. Выступление возглавили старшины Чэнь Шэн и У Гуан, которым грозила смертная казнь за опоздание на место дислокации. Они провозгласили создание нового государства Чжанчю, где будет существовать социальное равенство. Её ваном стал Чэнь. Восстание быстро охватило все провинции Китая, однако в конце года закончилось убийством начальников своими подчинёнными. Дальнейшую борьбу против Цинь возглавили Сян Юй и Лю Бан.